# Filipa Vacondeus
Maria Filipa Carneiro de Mendonça Corte-Real Vacondeus (Lisboa, Lapa, 12 de maio de 1933 – Lisboa, Lumiar, 6 de janeiro de 2015) foi uma chefe de cozinha autodidata e gastrónoma Portuguesa.

## Biografia
Filha de Joaquim Filipe de Proença Fortes de Mendonça Corte-Real e de sua mulher Alice Carneiro (31 de Dezembro de 1912 - ?) e irmã de António Filipe Carneiro de Mendonça Corte-Real, casado com Liliane Pimenta Leitão, com geração.
O seu percurso profissional foi muito variado e iniciou-se na TAP como hospedeira de bordo, sendo mais tarde assessora do presidente da Junta de Turismo da Costa do Sol, hoje denominada Costa de Lisboa, e secretária de administração de uma fábrica de montagem de automóveis em Setúbal.
Casou-se a 30 de Março de 1968 com José Baldomero Pinto Vacondeus (Caldas da Rainha, 19 de Março de 1930), jornalista e fundador de vários jornais (O Tempo e O País) ligados à direita portuguesa e filho de José da Silva Vacondeus, Comendador da Ordem Civil do Mérito Agrícola e Industrial Classe Industrial a 5 de Junho de 1965, do qual não teve descendência, e abriu um restaurante em Alfama, que teria de encerrar no período do Verão Quente de 1975. Instigada pelo marido começou a fazer crítica gastronómica nos seus jornais.
Em 1981 foi convidada a apresentar uma série de programas de Culinária na RTP, em horário nobre, onde conseguiu granjear uma boa audiência. No entanto, a sua fama e enorme popularidade foi conseguida quando Herman José no seu programa O Tal Canal criou (com autorização da própria), a personagem Filipa Vasconcelos, "pseudo-cozinheira" que cozinhava tudo com imensa paprika.  O seu sucesso televisivo levou-a a publicar livros de gastronomia e culinária, e pertenceu a júris de concursos gastronómicos.
Faleceu em Lisboa, em 6 de janeiro de 2015, aos 81 anos de idade, vítima de doença prolongada.

## Livros publicados
- Cozinhar é Fácil - 1994
- As Minhas Receitas de Massas - 1995
- As Minhas Receitas de Peixe e Mariscos - 1996
- 50 Novas Receitas de Bacalhau - 1998
- As Minhas Receitas de Conservas - 2000
- Receitas Fáceis de Caça - 2000
- Receitas Fáceis de Bacalhau - 2000
- Receitas Fáceis de Frango - 2000
- As Minhas Receitas de Bacalhau - 2005
- Receitas Low-Cost - 2009
- As Grandes Receitas das Famílias Portuguesas - 2009
- Os Truques da Filipa - 2010
- Viver Mais e Melhor - 2012
- Os Petiscos da Filipa - 2013